# Francisco Pradilla y Ortiz
Pour les articles homonymes, voir Ortiz.
Francisco Pradilla y Ortiz, né le 24 juillet 1848 à Villanueva de Gállego près de Saragosse en Espagne et mort le 1er novembre 1921 à Madrid, est un peintre et dessinateur espagnol réaliste, célèbre pour ses peintures historiques.

## Biographie
Après des études à Saragosse, il intègre l'Académie royale des beaux-arts de San Fernando puis l'Academia de Acuarelistas de Madrid en 1863. En 1873, il obtient une bourse pour aller travailler à l'Académie d'Espagne à Rome auprès d'Alfredo Serri. Il en sera nommé directeur de 1881 à 1883. En 1897, il devient brièvement le directeur du Musée du Prado.
Considéré principalement comme un peintre de scènes historiques, il est l'auteur de plus de 1 000 toiles.
Il a aussi réalisé des illustrations pour des revues, comme La Ilustración Española y Americana.

## Principales œuvres
- Doña Juana la Loca (1878), médaille d'honneur de l'exposition nationale d'Espagne, huile sur toile, 340 x 500 cm, Madrid, Musée du Prado;
- La Rendición de Granada (1882), commissionné par le Sénat espagnol
- Cortejo del bautizo del Príncipe Don Juan, hijo de los Reyes Católicos, por las calles de Sevilla  (1910)

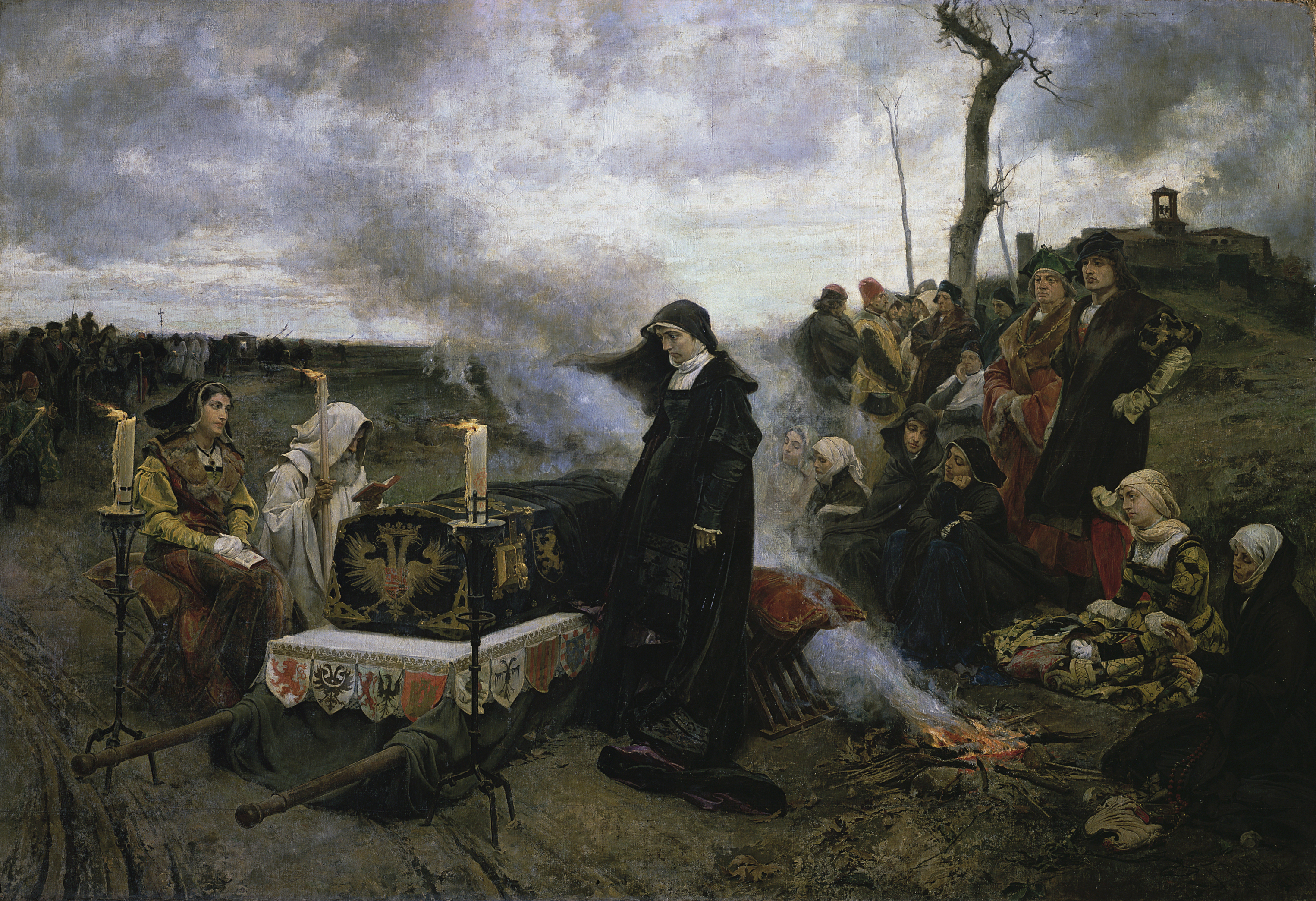
Doña Juana la Loca, 1877
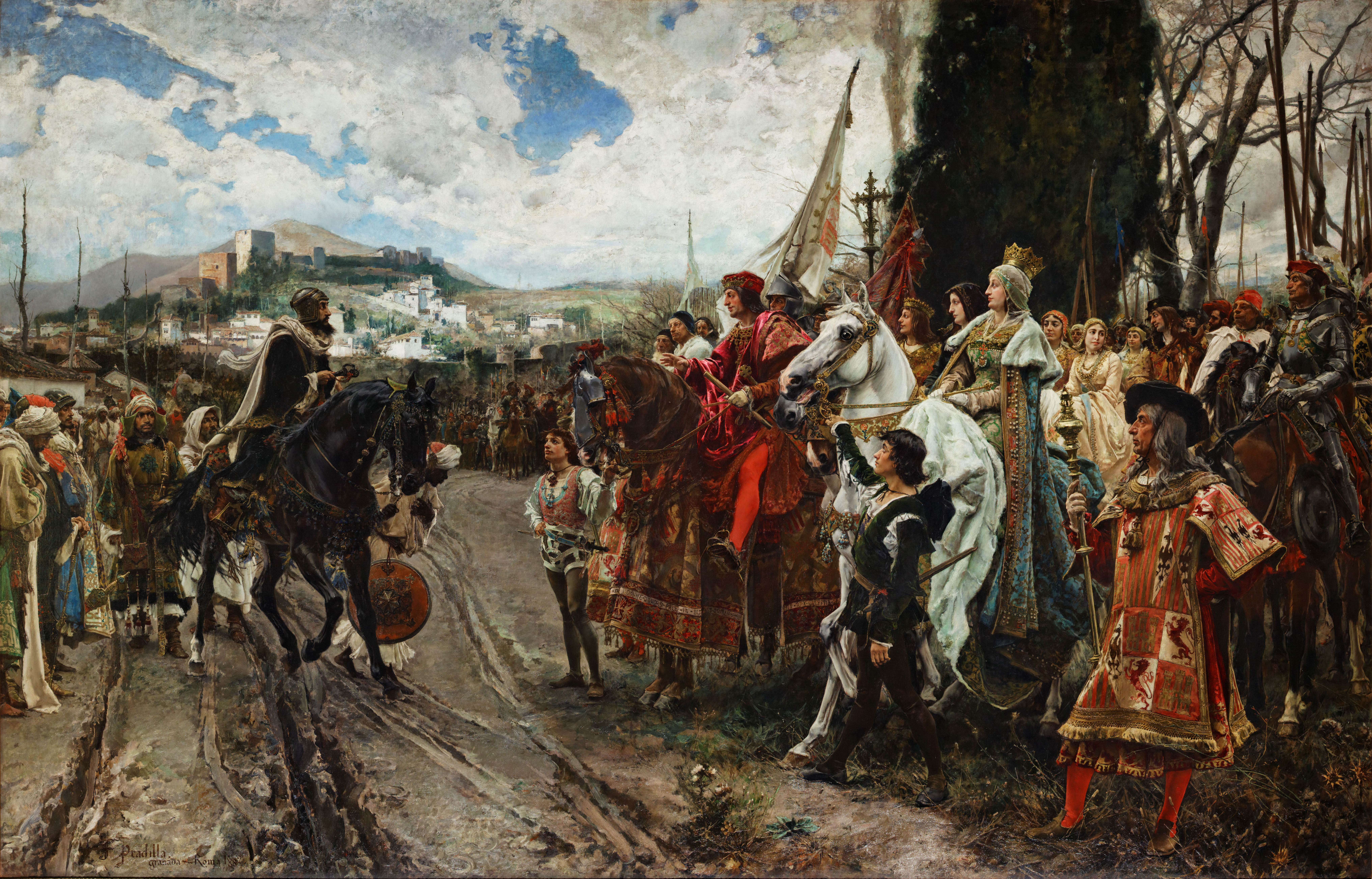
La Rendición de Granada, 1882
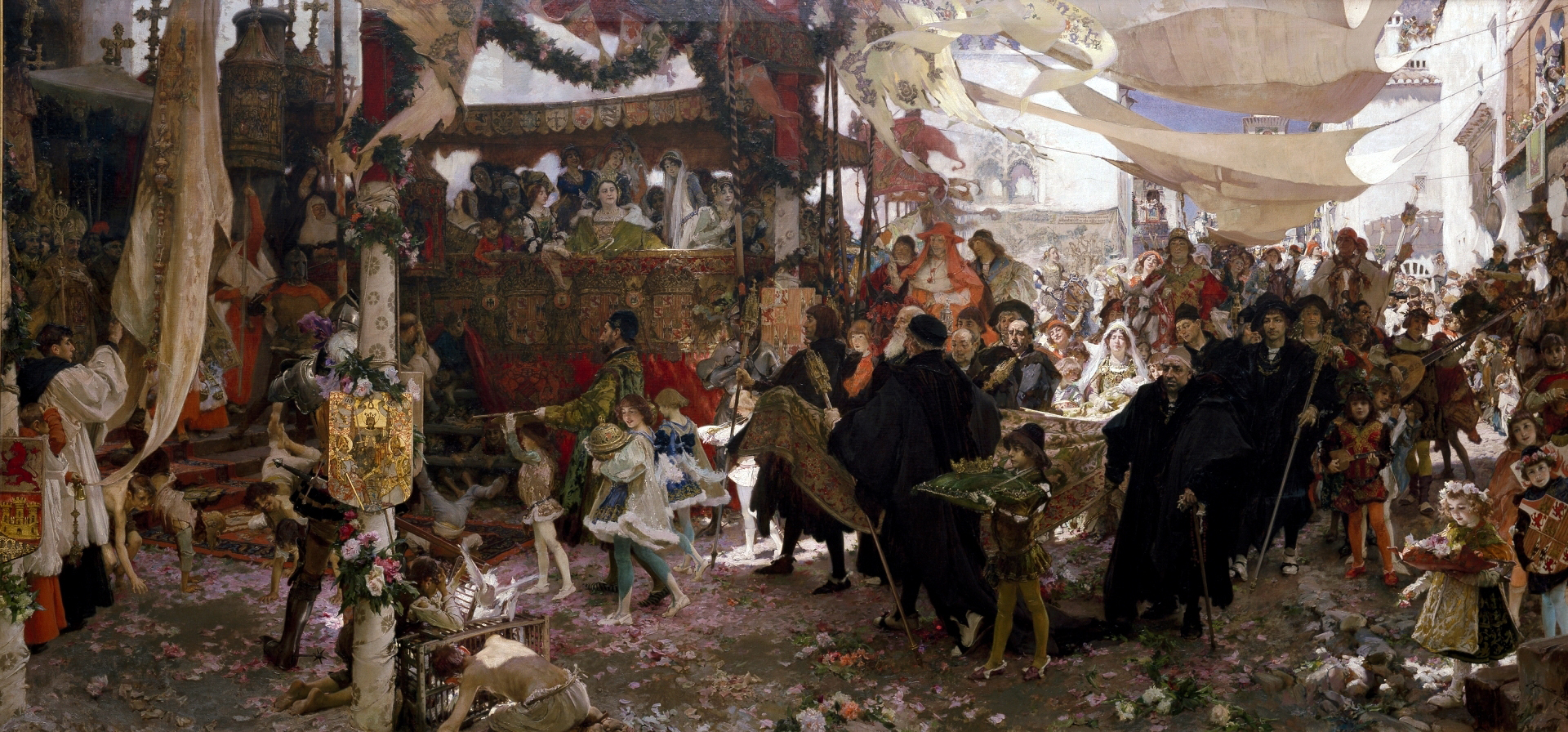
Cortejo del bautizo del Príncipe Don Juan, 1910